# Världsutställningen 1906

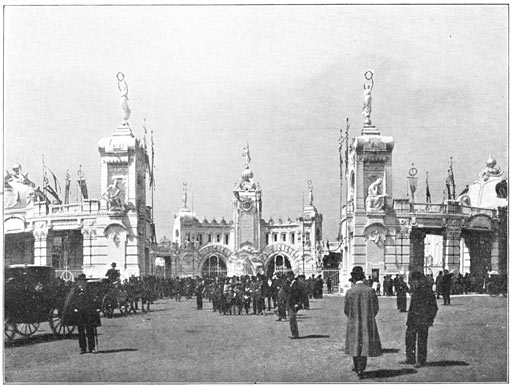
Huvudingången till världsutställningen i Milano.

Världsutställningen 1906 ägde rum i Milano i Italien 1906. Det var den 15:e världsutställning som erkändes officiellt av Bureau International des Expositions (BIE).